# Maria Koptyjka
Maria Koptyjka, arab. مارية القبطية Marija al-Kubtijja (zm. 637) – chrześcijanka obrządku koptyjskiego, konkubina lub żona proroka Mahometa od 628, z którym miała syna, Ibrahima, zmarłego w dzieciństwie; siostra Sirin, żony poety arabskiego Hasana Ibn Thabita. 

## Życiorys
Była chrześcijanką obrządku koptyjskiego z Egiptu, niewolnicą, wysłaną w prezencie Mahometowi przez Al-Mukawkasa, namiestnika Egiptu z ramienia cesarza bizantyjskiego, w roku 628. Według relacji At-Tabariego Maria oraz jej siostra Sirin przybyły do Medyny prowadzone przez Hatiba Ibn Abi Balta’ę. Przywódca delegacji muzułmanów do "al-mukawkasa" (zapewne chodzi o patriarchę bizantyjskiego Aleksandrii, Cyryla) wiódł oprócz nich swoją mulicę Duldul, osła Jafura, komplet odzieży, oraz eunucha, podarowanego wraz z kobietami. Z namowy Ibn Hatiba obie siostry przyjęły islam przed przybyciem do Medyny. Jedne źródła muzułmańskie twierdzą, że była prawowitą żoną proroka islamu i przysługiwał jej zaszczytny tytuł “Matki Wiernych” (arab. Umm al-muminin), inne, m.in. Ibn Kajjim al-Dżawzijja, utrzymują, że była jedynie konkubiną Mahometa. Urodziła Prorokowi syna, o imieniu Ibrahim, który wszakże zmarł we wczesnym dzieciństwie. Jej siostra, Sirin, również została darowana Mahometowi, który oddał ją poecie, Hasanowi Ibn Sabitowi. Po śmierci Mahometa Maria nigdy nie wyszła powtórnie za mąż, zmarła po 5 latach wdowieństwa. Źródła nie podają jej daty urodzin. 

## Maria Koptyjka w tradycji muzułmańskiej
Według egzegetów to właśnie jej dotyczy sura At-Tahrim (66 sura Koranu). Według tradycji każda żona proroka mieszkała w izbie przylegającej do jego domu, w sąsiedztwie głównego meczetu Medyny, tak iż ich mieszkania stały w rzędzie. Jedynie Maria mieszkała oddzielnie, na przedmieściach Medyny i nie wymieniają jej w wykazie żon najwcześniejsze źródła, jak obie siry, Ibn Ishaka i Ibn Hiszama.